# Microsoft Visio
Microsoft Visio — редактор діаграм для Windows і редактор векторної графіки. Доступний в двох версіях, стандартний і професійний.
Стандартна і професійна версія використовують той самий інтерфейс, але друга має додаткові шаблони для більш просунутих діаграм і вихідних форматів, а також унікальну функціональність для простішого приєднання користувача до даних різних джерельних форматів, які мають бути відображені діаграмою. 
Додаток був уперше створений у 1992 році компанією Шейпвере (Shapeware corporation). Microsoft придбав Visio Corporation в 2000 році, назвавши його застосунком з офісного пакету Microsoft Office. Тим не менше, Visio жодного разу не з'явився в Microsoft Office. Але Visio for Enterprise Architects був частиною деяких редакцій Visual Studio .NET 2003 та Visual Studio 2005. 
Visio 2007 побачив світ 30 листопада 2006 року.
Microsoft Visio може стати помічником в рішенні трьох основних задач: у аналізі складних даних, в графічному представленні даних і в обміні цими даними між користувачами. Основний засіб представлення даних в Visio — це векторні фігури, на основі яких будується діаграма або план. Для зручності фігури згруповані за тематичними категоріями, в кожній з яких можна побачити схожі на вигляд або по темі елементи. Фігури є основним, але не єдиним засобом для представлення даних в Visio. Окрім них можна також використовувати текст і числові дані, графічні елементи і форматування кольором.

## Версії
- Visio 1.0 (Standard, Lite, Home)
- Visio 2.0
- Visio 3.0
- Visio 4.0 (Standard, Technical)
- Visio 4.1 (Standard, Technical)
- Visio 4.5 (Standard, Professional, Technical)
- Visio 5.0 (Standard, Professional, Technical)
- Visio 2000 (6.0; Standard, Professional, Enterprise)
- Visio 2002 a.k.a XP (10.0; Standard, Professional)
- Visio for Enterprise Architects 2003 (VEA 2003) (на основі Visio 2002 і включений до Visual Studio .NET 2003 Enterprise Architect)
- Office Visio 2003 (11.0; Standard, Professional)
- Office Visio for Enterprise Architects 2005 (VEA 2005) (на основі Visio 2003 і включений до редакцій Visual Studio 2005 Team Suite та Team Architect)
- Office Visio 2007 (12.0; Standard, Professional). Office Visio Professional повністю зберігає функціональність та інтерфейс версії Standard. Крім того, в програмі є додаткові шаблони, фігури та інструменти для створення зведених діаграм, а також діаграм з області інформаційних технологій, вебтехнологій, програмного забезпечення, розробки виробничого обладнання, електронних схем та процесів. В Visio Professional 2007 присутні функції зв’язування даних, недоступні у версії Standard.
- Office Visio 2010 (14.0; Standard, Professional, Premium).
- Office Visio 2013 (15.0; Standard, Professional, Pro for Office 365)

## Файлові формати
- VSD - діаграма або схема,
- VSS - фігура,
- VST - шаблон,
- VDX - діаграма у форматі XML,
- VSX - фігура XML,
- VTX - шаблон XML,
- VSL - надбудова,
- VSDX - OPC/XML діаграма,
- VSDM - OPC/XML діаграма, що містить макрос

Visio 2010 та більш ранні версії Microsoft Visio підтримують перегляд та запис діаграм у форматах VSD або VDX. VSD є власним бінарним файловим форматом, який використовується у всіх попередніх версіях Visio. VDX є добре задокументованим XML "DatadiagramML" форматом. Починаючи з версії Visio 2013, запис у форматі VDX більше не підтримується на користь нових VSDX та VSDM файлових форматів.  Створені на основі стандарту Open Packaging Conventions (OPC - ISO 29500, Частина 2), VSDX та VSDM файли складаються з групи заархівованих XML-файлів, що знаходяться у ZIP-архіві. Єдина різниця між VSDX та VSDM файлами полягає в тому, що VSDM файл може містити макроси. Так як такі файли сприйнятливі до макро-вірусів, програма забезпечує сувору безпеку для них. 
Visio 2010 та більш ранні версії Microsoft Visio використовують VSD формат за замовчуванням, Visio 2013 використовує VSDX формат за замовчуванням. 
DatadiagramML використовується багатьма іншими інструментами з керування бізнес-процесами такими як Agilian, ARIS Express, Bonita Open Solution, ConceptDraw, OmniGraffle або IBM WebSphere. OmniGraffle Pro для Mac OS X підтримує перегляд форматів VSD та VDX та запис у VDX формат.  Починаючи з версії 3.5 LibreOffice підтримує перегляд VSD файлів, створених у Microsoft Visio 2000-2013.  LibreOffice 4.0 beta1 підтримує перегляд усього спектру Visio файлів, починаючи з Visio 1.0 і закінчуючи Visio 2013, що включає VSDX, VSDM та VDX файлові формати. 
VisiTouch дозволяє переглядати діаграми Visio на iPad та iPhone, підтримуючи VSD, VDX та VSDX файли, створені за допомогою версій MS Visio 2000-2013.

## Огляд
Microsoft Visio 2007 може стати помічником в рішенні трьох основних задач: у аналізі складних даних, в графічному представленні даних і в обміні цими даними між користувачами.
Основний засіб представлення даних в Visio — це векторні фігури, на основі яких будується діаграма або план. Для зручності фігури згруповані по тематичних категоріях, в кожній з яких можна побачити схожі на вигляд або по темі елементи. Фігури відображаються на однойменній області завдань. Для додавання фігури в проект потрібно просто перетягнути її на робочу область, після чого можна відкоректувати її розміри, задати властивості і параметри відображення.
Фігури є основним, але не єдиним засобом для представлення даних в Visio. Окрім них можна також використовувати текст і числові дані, графічні елементи і форматування кольором.
Найзручніший спосіб почати роботу з Visio — створити документ на основі шаблону. При завантаженні шаблону на область завдань «Фігури» підвантажуються ті категорії графічних елементів, які можуть вам знадобитися в процесі створення діаграми, плану або карти вибраного типу.
Для більшості користувачів Visio є лише допоміжною програмою, яка використовується разом з Excel, Access, Microsoft SQL Server і іншими рішеннями. Іншими словами, не зважаючи на те, що в Visio є можливість введення даних уручну, в більшості випадків це невиправдано. Набагато простіше пов'язати діаграму Visio даними, які вводяться і обробляються в спеціальних застосунках, призначених саме для цього. Основна функція Visio — в наочнішому представленні вже наявних даних. Використання зовнішніх джерел має свої переваги. По-перше, набагато простіше пов'язати вже наявні дані з елементами діаграми Visio, чим вводити їх вручну. По-друге, при використанні зовнішніх джерел оновлення може відбуватися автоматично — при зміні файлу Excel або іншого джерела дані на діаграмі Visio теж змінюються.